# Maria Pévtxikh
Maria Konstantínovna Pévtxikh (en rus, Мария Константиновна Певчих; Zelenograd, 15 d'agost de 1987) és una periodista d'investigació i activista russa, cap de la unitat d'investigació de la Fundació Anticorrupció. És coneguda per exposar activitats criminals d'alt nivell a Rússia.

## Biografia
Maria Pévtxikh va néixer el 15 d'agost de 1987 a Zelenograd. Es va graduar a l'institut núm. 1528 de la ciutat i va estudiar a la Facultat de Sociologia de la Universitat Estatal de Moscou. El 2010, Pévtxikh va liderar una delegació russa per participar en la Cimera de la Joventut del G8 a la ciutat canadenca de Vancouver. El 2010 es va traslladar al Regne Unit, on es va graduar a la Facultat de Ciències Polítiques de la London School of Economics.
Pévtxikh és resident permanent al Regne Unit, però sovint visita Rússia.
Maria Pévtxikh va guanyar l'atenció dels mitjans el 2020 després de l'enverinament del líder de l'oposició russa Aleksei Navalni. Va ser una de les companyes de Navalni durant el seu viatge per Rússia quan va ser enverinat. Quan es va saber que Navalni havia entrat en coma, Pévtxikh va anar a l'hotel on s'havia allotjat i va agafar-hi ampolles d'aigua de plàstic. Les ampolles es van portar de Rússia a Alemanya a l'avió en què Navalni va ser evacuat. Més tard, els experts van trobar rastres de l'agent de guerra química Novitxok.

## Investigacions
Maria Pévtxikh va començar a llegir el blog d'Aleksei Navalni el 2010 i més tard va treballar en gairebé totes les investigacions que hi van aparèixer després del 2011. La primera investigació en la qual va treballar va ser una investigació sobre el banc rus VTB i els seus equips de perforació. La investigació la va iniciar la Fundació Anticorrupció (FBK) i Pévtxikh va treballar per completar-la.
La seva feina com a cap del departament d'investigació és recollir informació i preparar material textual per a les investigacions.
El 2 de desembre de 2019, el departament d'investigació de l'FBK va publicar un vídeo sobre les connexions entre el banquer rus Andrei Kostin i la periodista russa Naília Askér-zadé. Maria Pévtxikh, durant una entrevista amb la Xarxa Global de Periodisme d'Investigació, va explicar quins mètodes es van utilitzar durant la investigació.
Pévtxikh i l'activista rus Gueórgui Alburov van rebre el premi de periodisme Redkol·léguia per la seva investigació sobre el Palau de Putin, un complex suposadament construït per al president rus Vladímir Putin.